# 宇宙飛行士への手紙/モーターサイクル
「宇宙飛行士への手紙/モーターサイクル」（うちゅうひこうしへのてがみ/モーターサイクル）は、BUMP OF CHICKENの18枚目のシングル。2010年10月13日にトイズファクトリーから発売された。

## 概要
- 両A面シングルとしては通算4枚目となるシングル。
- 今回は初の試みとして両A面曲に加えてさらにカップリング曲が収録されており、3曲入りシングルは「車輪の唄」以来6年ぶり3枚目（両A面シングルでは初）、収録された3曲全てが未発表新曲であるのはこれが初となる。
- オリコン週間ランキングでは「HAPPY」「魔法の料理 〜君から君へ〜」に続いて、自身初の3作連続初登場1位を獲得。
- CDの収録時間は発売年の2010年にちなんで20分10秒となっている。
- 「宇宙飛行士への手紙」はAppleが主催する「iTunes Rewind 2010」ロック部門・ベストソングを受賞している[1]。

## 収録曲
- 全曲作詞・作曲：藤原基央　編曲：BUMP OF CHICKEN

1. 宇宙飛行士への手紙 （5:52）
「4つ打ちの曲」というリクエストを元に、2009年夏ごろに作曲された[2]。
この曲に関連して宇宙飛行士の野口聡一が自身のTwitterでコメントを寄せ、「宇宙という言葉を一度も使ってないのにスペーシーな広がりを感じさせる詩は秀逸」「藤原さん、今度は「宇宙飛行士と対話」してね!」とコメントを寄せた[3]。
PVに初めてメンバーが一切出演しなかった。
2. モーターサイクル （4:03）
2009年春に藤原が30歳になって初めて書いた曲[4]。
PVはメンバーが出演するものとなっており、一部のシーンで「宇宙飛行士の手紙」のPVに登場する「宇宙飛行士」も出演している。
煩雑に繰り返される日常の中に現存する喜怒哀楽や死生観、道徳観などを藤原でしか見出せない独特の切り口でラジカルにシニカルに描いた。
シングル曲では唯一ライブで演奏されたことがない。
3. good friends （3:30）
2010年春に書かれた曲[5]。
なお、この曲のレコーディングに関する詳細なドキュメンタリーが雑誌『MUSICA』2010年9月号に掲載されている。

- 隠しトラックに「油」（作詞・作曲：BUMP OF CHICKEN）が収録されている。曲は2分46秒ごろから始まる。

## 収録アルバム
- 『COSMONAUT』（#1・#2）
- 『BUMP OF CHICKEN II ＜2005-2010＞』（#1・#2）